# Selezione maschile di rugby a 15 di Mayotte
La selezione di rugby a 15 di Mayotte (fr. Équipe de Mayotte de rugby à XV) rappresenta il dipartimento francese d'Oltremare di Mayotte nel rugby a 15 in ambito internazionale.
La selezione è gestita dalla federazione francese, che la amministra tramite il comitato territoriale di Mayotte; non fa parte della IRB, essendovi affiliata indirettamente tramite la federazione madre.
Essa compete nei tornei della confederazione africana di rugby.